# Соколівка (Тульчинський район)
Соколі́вка — село в Україні, у Крижопільській селищній громаді Тульчинського району Вінницької області, адміністративний центр Соколівського старостинського округу. До 2020 року входило до складу Крижопільського району Вінницької області та було центром Соколівської сільської ради. За даними на 2025 рік, населення села становило 1367 жителів.
Соколівка вперше згадується в XVII столітті, спочатку як слобода Соколоки, пізніше містечко та згодом село Соколівка. У складі Гетьманщини Соколівка входила до Брацлавського полку, у Речі Посполитій — до Брацлавського воєводства, у Російській імперії — до Ольгопільського повіту Подільської губернії. Власниками Соколівки в різний час були Конецпольські, Любомирські та згодом Бжозовські. У селі збереглися садиба Бжозовських, цукровий завод та дерев'яна церква XIX століття.
В Українській РСР Соколівку було включено до Крижопільського району, спочатку в складі Тульчинської округи (1923—1930), згодом — Вінницької області (з 1932 року). Під час Другої світової війни Соколівка входила до румунської зони окупації з тимчасовою румунською цивільною управою — губернаторства Трансністрія (1941—1944).

## Географія
Станом на 2025 рік село займало площу 4,6 км² (460 га). У селі бере початок річка Крощина, права притока Берладинки.
За даними на 1972 рік, Соколівка лежала за 20 км від на той час районного центру та залізничної станції Крижопіль. За даними на 1905 рік, Соколівка знаходилася за 45 верст від повітового міста Ольгопіль і за 7 верст від волосного правління в Чоботарці (нині Заболотне); найближча поштова, земська та залізнична станція були в Крижополі (за 15 верст).
За описом 1901 року, Соколівка розташовувалася в долині й складалася з двох майже прямих вулиць, уздовж яких розташовувалися селянські садиби. Кліматичні умови місцевості характеризувалися як сприятливі для здоров'я, відзначалася наявність навколишніх лісів, відсутність заболочених ділянок, невисока щільність забудови та чистота в утриманні осель і дворів. Ґрунти в селі були переважно чорноземні, місцями — піщані.

## Назва

### Назва села
Назва села, за переказами старожилів, походить від імені козака Сокола, який боронив ці землі та був похований поблизу. На його честь за селом, у районі давнього кладовища, у 2024 році встановлено пам'ятний знак і курган.
Станом на 1987 рік в Україні було відомо 62 топоніми з основою Сокіл-, із них 9 — у Вінницькій області, зокрема: у нині Вінницькому районі — села Сокілець, Соколинці, Соколівка та селище Соколівка (зняте з обліку), у Гайсинському районі — село Сокільці, у Могилів-Подільському районі — село Сокіл, у Хмільницькому районі — села Сокілець і Соколова.

### Мікротопоніми
Відомі такі частини (кутки) села Соколівка, як: Фільварок, Буди, Баньковка, Задвором (за панським
маєтком), Офіцини (від колишнього польського будинку управління), Круглик (Круклик, від сплетіння двох вулиць у круг), Оболонь, Молдованка, Гардєйка, Завод (територія цукрового заводу), Центр (Центрухай, центр села), Біля Хреста (від колишьного кам'яного хреста), Штубій, Ланок (від колишнього лану), Радгосп, Торбарівка.
Відомі також місцеві неофіційні назви річок та лісів, зокрема: Церковна річка (біля церкви), Попова криничка (біля кладовища), Равлюків ставок, річка Гниличка (Берлединка), Вікнина долина, Лікарняний ставок (біля лікарні), Голіїв яр, Коникова гора, Кавків яр, Шуляків яр, Мальонів садок, урочище Соболиха.

## Адміністративна належність
У результаті адміністративно-територіальної реформи в Україні у 2020 році село Соколівка увійшло до Крижопільської селищної громади в складі Тульчинського району Вінницької області. У 2021 році Соколівка стала адміністративним центром Соколівського старостинського округу, що було створено в межах Крижопільської селищної громади та до якого також увійшли села Куниче та Левків.

### Історичні дані
Про поселення у XVII столітті:
- До 1648 року Соколівка була в складі Брацлавського воєводства Польського королівства[11].
- У ході Великого повстання 1648 року Соколівка увійшла до української держави в складі Тиманівської сотні Брацлавського полку[11].
- Унаслідок Білоцерківської україно-польської угоди 1651 року Соколівка разом з усім Брацлавським полком відійшла до Польського королівства, але 1652 року всі ці землі були знову повернені до складу української держави[11].
- Після припинення існування української держави Соколівка разом з іншими поселеннями колишнього Брацлавського полку на підставі Журавненської польсько-турецької угоди 1676 року увійшла до складу Турецького цісарства[11].

Про поселення з XVIII століття:
- У Російській імперії станом на 1885—1890 роки Соколівка належала до Тернавської волості Ольгопільського повіту Подільської губернії[12][13], станом на 1893—1917 роки — до Чоботарської волості Ольгопільського повіту[4][14][15].
- 7 (20) листопада 1917 року, відповідно до Третього Універсалу Української Центральної Ради, увійшло до складу Української Народної Республіки[16].
- В Українській СРР Соколівка увійшла до Крижопільського району[15], створеного в 1923 році при встановленні нового адміністративно-територіального поділу Поділля. Крижопільський район з 1923 до 1930 року входив до Тульчинської округи[17], у червні 1930 року був приєднаний до Вінницької округи[18], у вересні переведений у пряме підпорядкування Української СРР[19] та з 1932 року включений до складу новоствореної Вінницької області[20].
- Під час румунської окупації (1941—1944) Соколівка (Socolovca) у складі Крижопільського району (Raionul Crijopol) була включена до Жугастрівського повіту (Județul Jugastru) губернаторства Трансністрія[21], що знаходилося під тимчасовою румунською цивільною управою.
- Станом на 1946 рік та в подальший період до 2020 року Соколівка входила до Крижопільського району Вінницької області — у складі Української РСР до 1991 року, згодом — у складі незалежної України. У цей період Соколівка була центром Соколівської сільської ради[22][23].

## Історія

### Поселення у XVII столітті

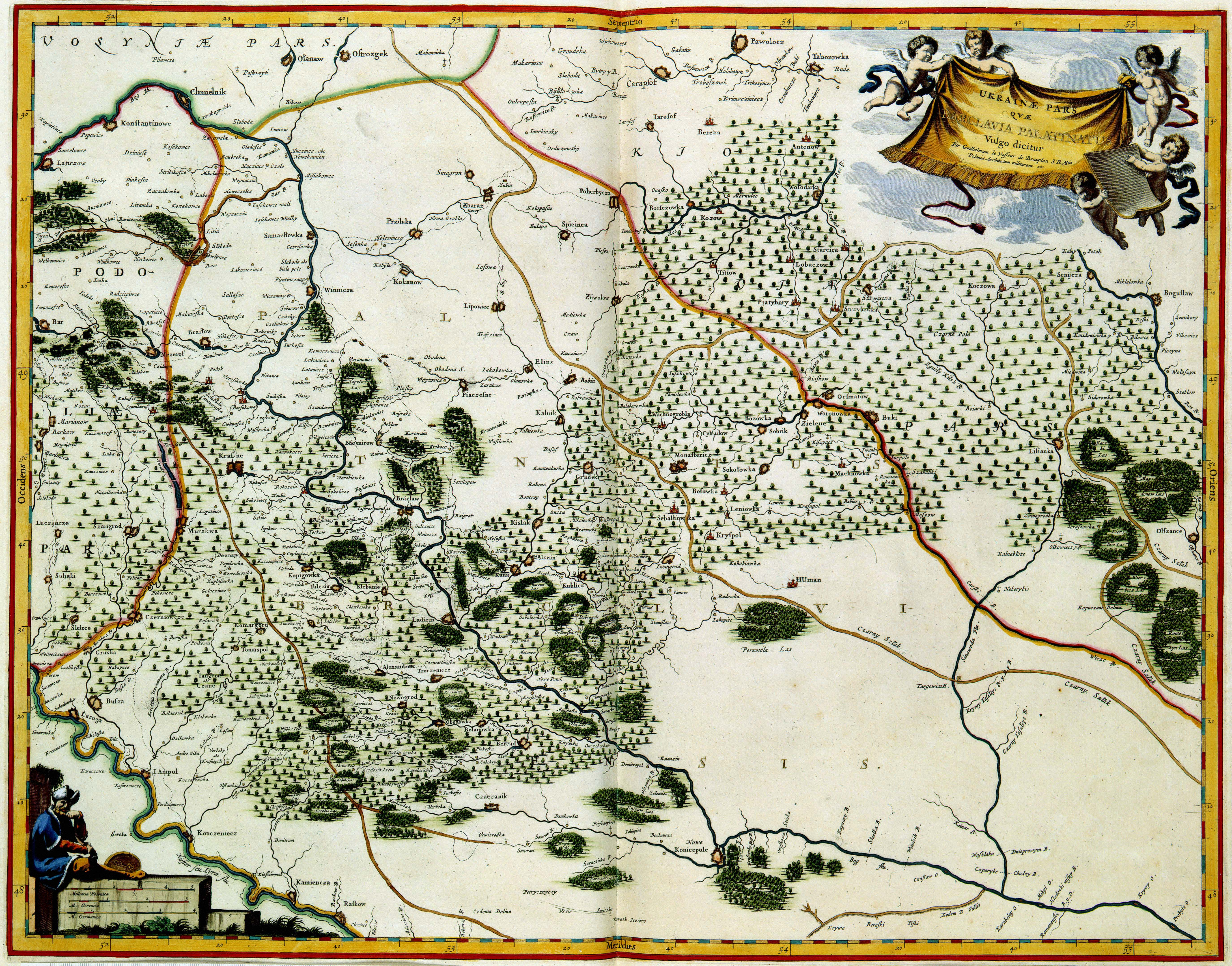
Карта Брацлавського воєводства Гійома де Боплана, у лівій нижній частині якої позначено слободу Соколоки (Sokoloky) та Толпачів Ліс (Tolpaczow Las)

На карті Брацлавського воєводства Гійома де Боплана середини XVII століття Соколівку позначено як слободу Соколоки (Sokoloky), поруч також позначено Толпачів Ліс (Tolpaczow Las), через який проходив Кучманський шлях, один із так званих татарських торгово-воєнних шляхів, що поєднували Дике Поле з лісостеповою частиною України.
У січні 1654 року Соколівка (Соколовка) згадувалася серед 19 міст (містечок) Брацлавського полку, населення яких склало присягу на вірність російському цареві. У реєстрі подимного податку 1664 року село Соколівка (Sokołówka) згадана як власність сандомирського воєводича пана Конецпольського, якому також належали Олександрівка, Куниче та Верхівка. Частина Соколовки, згідно з реєстром, також належала пану Жабокрицькому. Згодом Соколівка згадується в переліку маєтків уже коронного обозного Станіслава Конецпольського, складеному в 1676—1679 роках.
Після згасання роду Конецпольських Соколівка разом з іншими маєтками перейшла до Любомирських.

### Село з XVIII століття
За деякими даними, близько середини XVIII століття село купив Ігнацій Беліна-Бжозовський (1715—1770), мечник нурський і староста трембовельський. За іншим джерелом, Соколівку набув у 1795 році його син, Фелікс Беліна-Бжозовський (1743—1814), підсудок брацлавський, що був одружений із Теклею Собанською та за якою він отримав посаг у 180 тисяч злотих, після чого отримав можливість купити Соколівку та ще кілька сіл. Наприкінці XVIII — на початку ХІХ століття в Соколівці була заснована садиба Бжозовських.

#### У складі Російської імперії
- Конецпольські

- Станіслав Ян Конецпольський

- Любомирські
- Бжозовські

- Ігнацій Бжозовський
- Фелікс Бжозовський
- Зенон Бжозовський
- Кароль Бжозовський
- Кароль Костянтин Бжозовський

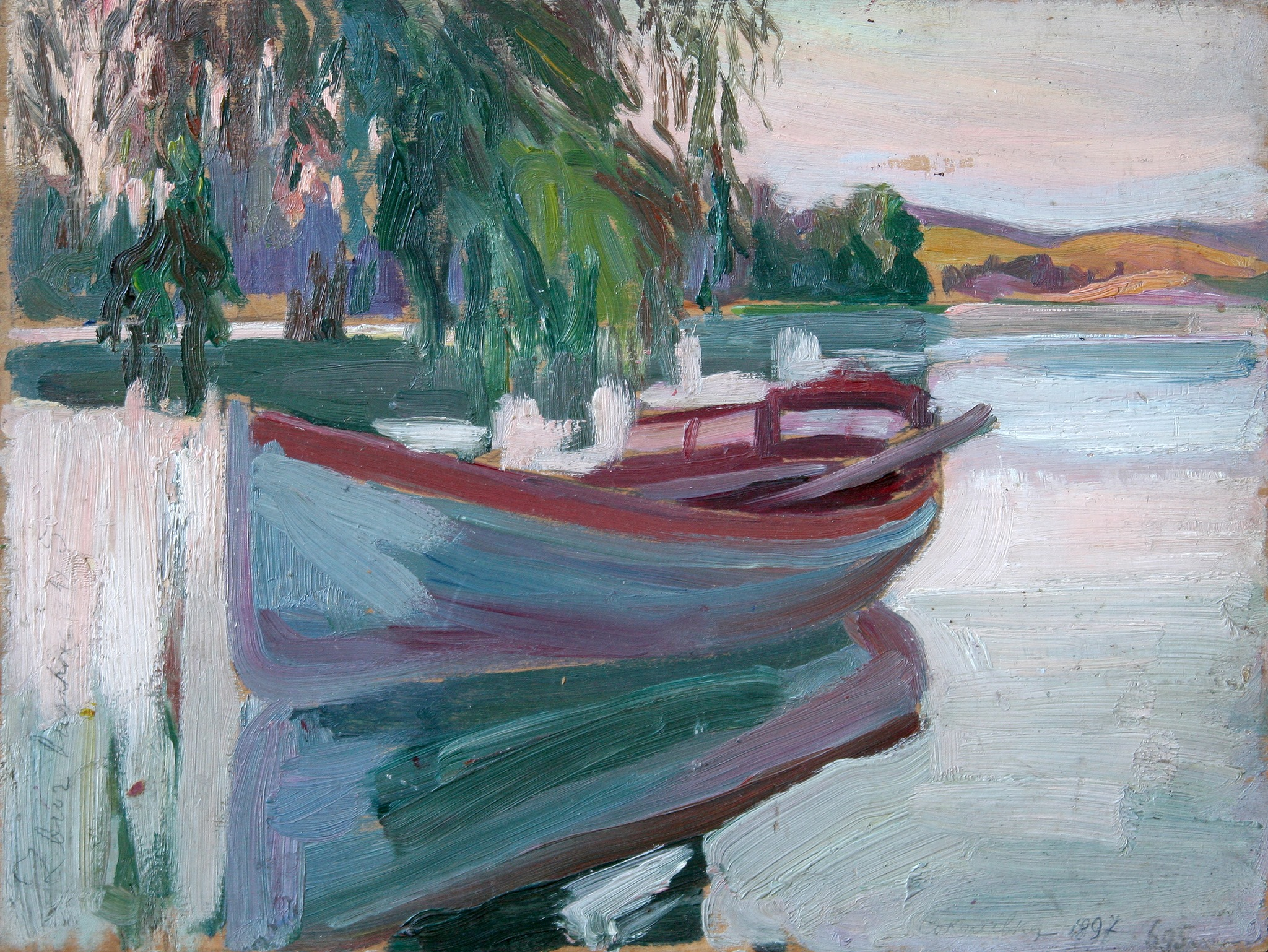
Пленерний етюд «Пейзаж з човном» Олекси Новаківського із підписом «Соколівка 1897»

У 1806 році в Соколівці народився Зенон Ізидор Бжозовський (1806—1887), онук Фелікса Бжозовського. Станом на 1861 рік він був власником Соколівки та інших поселень соколовецького (соколівського) маєтку, а саме: Тернівка, Крикливець, Попелюхи, Чоботарка, Левків та присілок Ілієве Поле. У квітні 1861 року селяни цих сіл відмовилися виконувати панщину та інші повинності, передбачені селянською реформою («Положенням» від 19 лютого). Виступ був придушений введеними військами (силами 1-го батальйону Мінського і 3-го батальйону Єлецького піхотних полків).
У 1870 році в 14 верстах від Соколівки було відкрито залізничну станцію Крижопіль, через яку розпочався рух поїздів на новозбудованій дільниці Жмеринка — Бірзула Києво-Балтської залізниці. У 1873—1874 роках Зенон Ізидор Бжозовський заснував у Соколівці цукровий завод, при якому організував метеорологічну станцію, збудував паровий млин, розводив коней. Також у 1873 році в селі на місці старої церкви, закритої через ветхість, на кошти парафіян було збудовано нову дерев'яну церкву, яку було освячено на честь Різдва Пресвятої Богородиці.
Станом на 1885 рік у Соколівці діяли православна церква, школа, лікарня, чотири питні будинки, крамниця, цегельний і бурякоцукровий завод. У 1885 році в Соколівці відкрито сільське міністерське училище. Після смерті Зенона Ізидора Бжозовського в 1887 році Соколівку успадкував один із його синів — Кароль Бжозовський (1846—1941), що був одружений із графинею Пелагеєю Потоцькою (1849—1901), онукою Ярослава Потоцького.
Станом на 1890 рік у селі було 2083 десятини селянської землі, 1799 десятин — панської, 64 десятини — церковної. У селі був паровий млин, що виробляв до 12 тисяч пудів борошна. У 1893 році в Соколівці було відкрито друге міністерське училище при цукровому заводі. У 1897 році також відкрито церковнопарафіяльну школу грамоти для дівчат.
Станом на 1898—1905 роки власником Соколівки залишався Кароль (Карл Зенонович) Бжозовський, який мешкав у маєтку та особисто вів господарство. Загальна площа маєтку становила 2200 десятин, з них: садибної землі — 10, орної — 350, лісу — 1800, пасовищної — 10 і непридатної до використання — 30. У 1900 році чисельність жителів села становила 3,2 тисячі людей, тут діяли церковнопарафіяльна школа, лікарня, богадільня, крамниці, цегельний та цукробуряковий заводи.
Станом на 1901 рік основними заняттями населення Соколівки були землеробство, візництво (доставка продуктів до цукрового заводу), роботи на самому заводі та на поміщицьких землях. Також повідомлялося, що в минулому із Соколівки переселилися два-три десятки родин до Балтського повіту, де разом з іншими переселенцями заснували слободу. У березні 1901 року в Соколівці відбулося заворушення понад 200 селян, під час якого було вбито односельця, що захищав інтереси поміщика Кароля Бжозовського в земельному спорі з селянами.
Станом на 1905 рік у Соколівці діяли: одна православна церква, два міністерські однокласні сільські училища, заводська лікарня, цукровий завод і споживча крамниця. У травні 1907 року відбувся виступ селян. У 1917 році робітники цукрового заводу влаштували страйк, вимагаючи підвищення оплати праці та скорочення робочого дня. Їхні вимоги були задоволені адміністрацією. Останнім власником соколівського маєтку був син Кароля Бжозовського, Кароль Костянтин (1884—1946), одружений із графинею Зофією Красинською (1883—1944).

#### Визвольні змагання
Див. також: Крижопіль § Визвольні змагання, Бої за Вапнярку (1919), Бої за станцію Крижопіль (1920)
У 1919—1920 роках на території залізничної станції Крижопіль (за 15 верст від Соколівки) та на навколишніх землях відбувалися бойові дії між союзницькими військами УНР і Галицької армії та військами РСЧА і ЗСПР.

#### Перший радянський період
Станом на 1925 рік у Соколівці було 2 трудових школи, хата-читальня, бібліотека, діточий будинок, амбулаторія.
У листі О. Тернового за травень 1932 року описувалося становище в Крижопільському районі та зокрема у Соколівці: «Соколівка, Шарапанівка, Чоботарка, Китайгород, Савинці детально здихають, як так можна виразитися, занадто реально виходить. По селах здихають коні. […] В Соколівці здихає по кілька штук на раз; раз здохло 60 штук. […] [Також в Соколівці] повішала жінка двоє дітей, а потім сама повішалася».
Станом на червень 1932 року в ході розкуркулення селянських господарств у Соколівці було оштрафовано 14 господарств на суму 5800 рублів, при цьому на окреме господарство накладено штраф до 750 рублів. Серед оштрафованих були, зокрема, середняки, які сплачували по 15—25 рублів податку. Частину з цих господарств було розпродано.
Під час проведеного радянською владою Голодомору 1932—1933 років померло щонайменше 220 жителів села.

#### Друга світова війна
Під час Другої світової війни, з 24 липня 1941 року, Соколівка була окупована румунськими військами (гірським корпусом 3-ї румунської армії) та згодом включена в губернаторство Трансністрія, що знаходилося під тимчасовою румунською цивільною управою. 14 березня 1944 року Соколівка була зайнята радянськими військами (303-ю стрілецькою дивізією 73-го стрілецького корпусу 52-ї армії 2-го Українського фронту). Більшість із понад тисячі мешканців села, що брали участь у війні, служили в складі 252-ї стрілецької дивізії РСЧА.

#### Другий радянський період
У 1972 році чисельність населення становила 3713 осіб, тут діяли цукровий завод, колгосп імені Леніна (що мав 4268 га землі, у тому числі 3190 га орної), середня та восьмирічна школи, будинок культури, бібліотека та дільнична лікарня. У 1980 році в селі відкрито пам'ятник 435 воїнам-односельцям, загиблим у Другій світовій війні.

## Садиба Бжозовських

### У власності Бжозовських

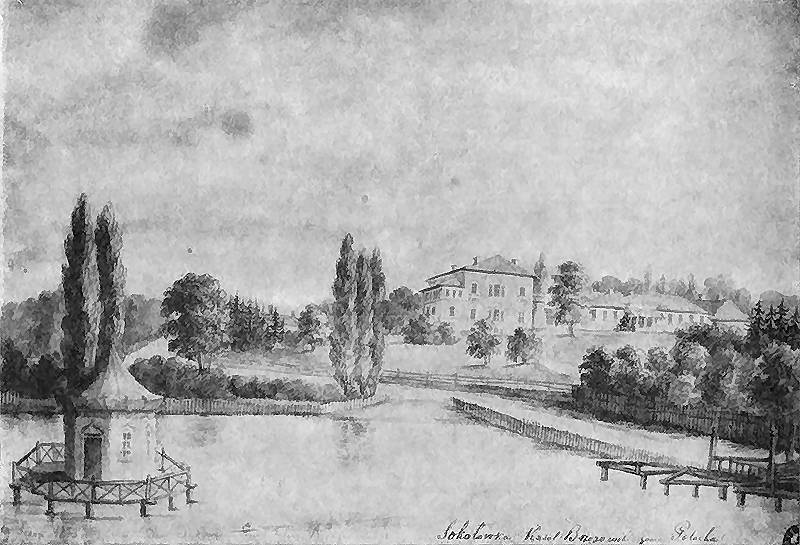
Вид на палац Бжозовських. Акварель Наполеона Орди (1873)

Садиба Бжозовських була заснована наприкінці XVIII — на початку XIX століття. Зберігся, зокрема, найбільш ранній будинок господаря із прибудованими господарськими приміщеннями — кухнею, коморою та льодовнею кінця XVIII століття. Навпроти на початку XIX століття було побудовано більший палац, до якого в середині XIX століття була здійснена добудова. До садиби веде парадна брама у вигляді башти в неоготичному стилі, збудована у 1-й половині ХІХ століття. Садиба обнесена мурованою огорожею.
Садиба історично розташовувалася по обидва боки ставка й ручаю, які були частиною ландшафтного парку. Парк був прикрашений альтанками та мармуровими скульптурами. По правий бік від центрального входу знаходилася католицька каплиця (не збереглася). У старій частині палацу зберігалася мистецька колекція Зенона Ізидора Бжозовського, зібрана під час його подорожей Європою. До неї входило близько 800 картин (зокрема, портрети родин Бжозовських, Чарторийських, Потоцьких, Замойських, два пейзажі Каналетто, портрети польських королів та членів їхніх родин), а також зброя, вироби зі слонової кістки, бронзи, мармуру тощо.

### Подальше використання
Після революції в садибі діяла школа «червоних учителів», згодом — будинок безпритульних, у якому працювали послідовники ідей Антона Макаренка щодо трудового виховання молоді. У 1962—2015 роках у садибі розміщувалася спеціальна загальноосвітня школа-інтернат. Станом на 2011 рік у колишньому будинку управителя економії розташовувалася сільська школа, а в будівлях колишньої економії проживали місцеві мешканці. Садиба є пам'яткою архітектури місцевого значення. Площа маєтку займає 12 га.
Станом на 2015 рік розглядалися такі варіанти подальшого використання садиби Бжозовських, як створення музею, освітнього закладу або дитячого протитуберкульозного санаторію. Того ж року маєток відвідали нащадок колишніх власників Антоні Беліна-Бжозовський із дружиною Євою, які ініціювали створення на основі садиби польсько-українського культурного центру. Станом на 2021 рік проєкт не було реалізовано.

Садиба Бжозовських
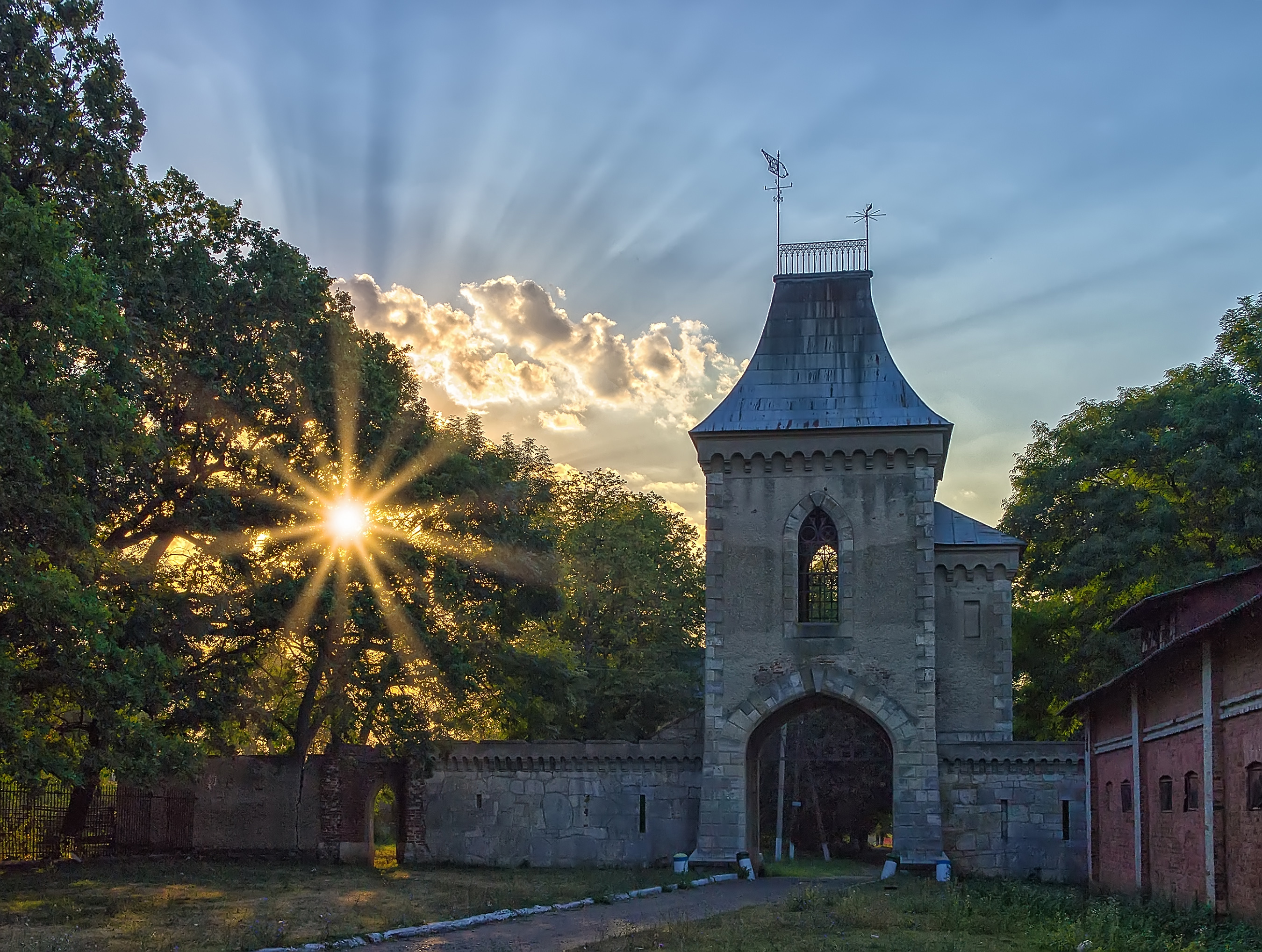
В'їзна вежа з огорожею та господарським корпусом
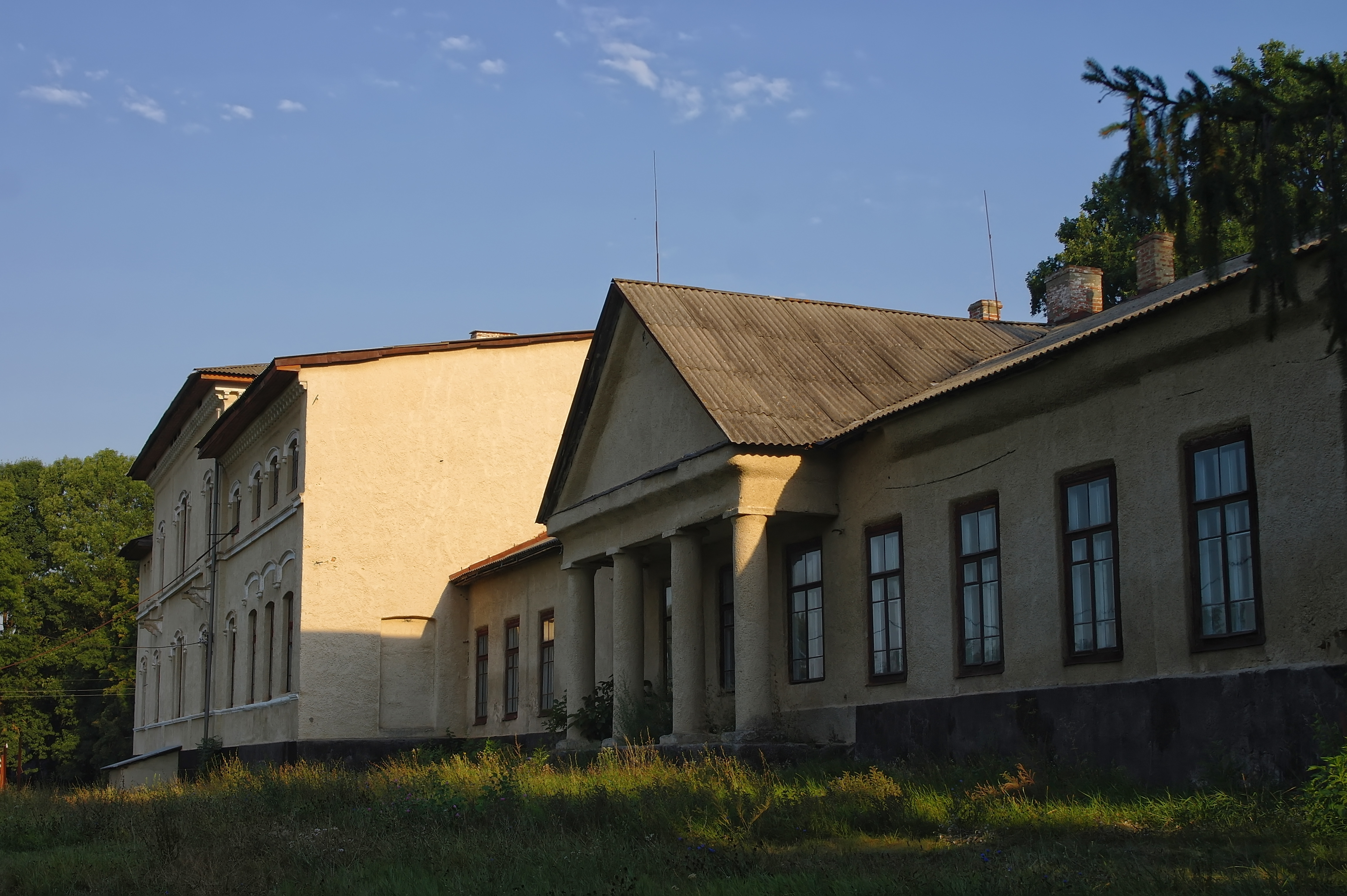
Палац
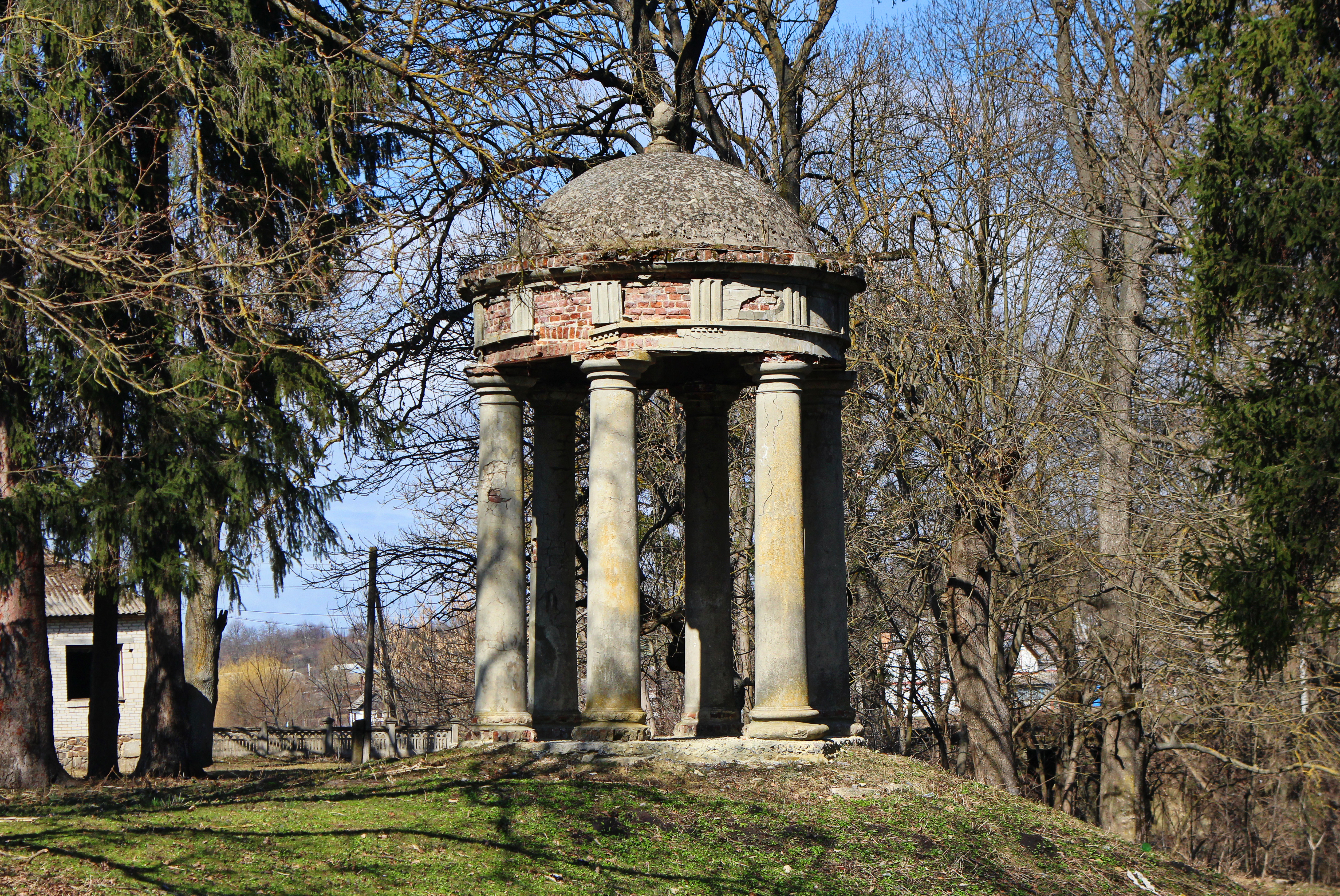
Альтанка

## Церква
За описом 1901 року, у Соколівці діяв храм Різдва Пресвятої Богородиці — дерев'яна церква, зведена на кошти парафіян у 1873 році на місці старої дерев'яної церкви, що раніше існувала в приході та була закрита через ветхість. Від старої церкви зберігався іконостас — чотириярусний, перенесений до нового храму майже без змін. Церковна земля займала 75 десятин 756 сажнів. Серед священнослужителів відомий священник Єзекиїл Судакевич, за сприяння якого було збудовано нову церкву. Дерев'яна церква 1873 року є пам'яткою архітектури місцевого значення.

Церква в Соколівці
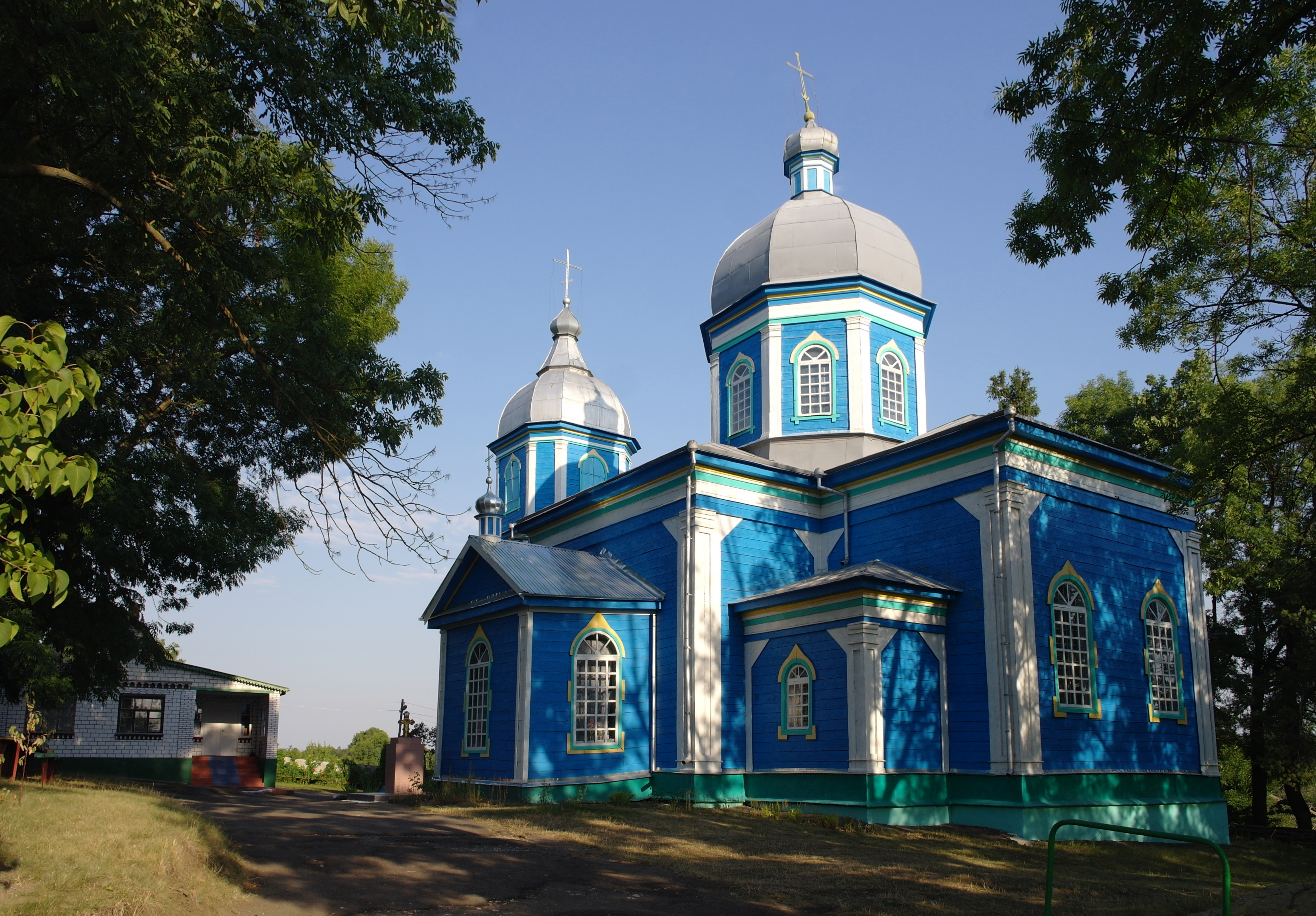
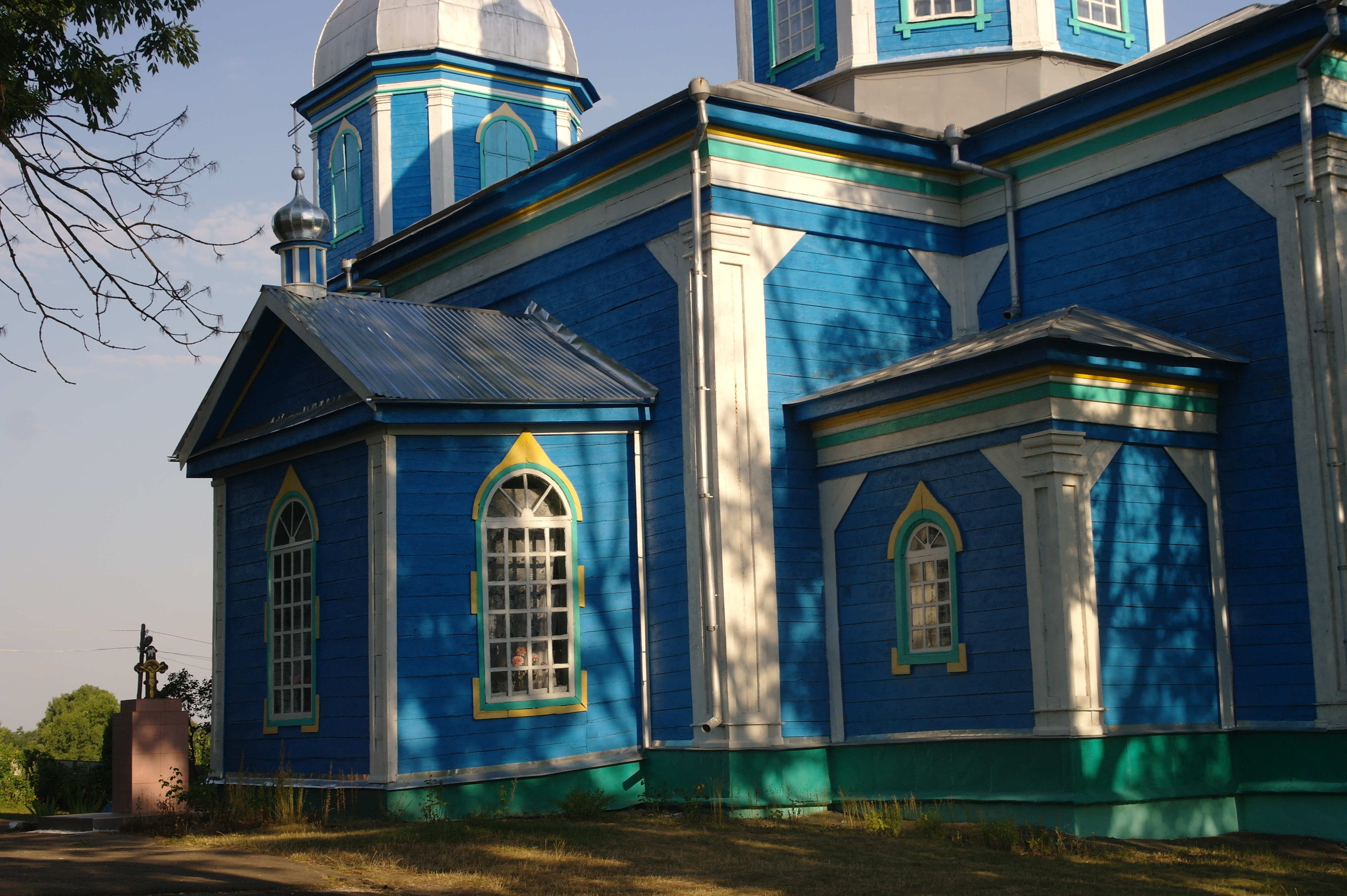
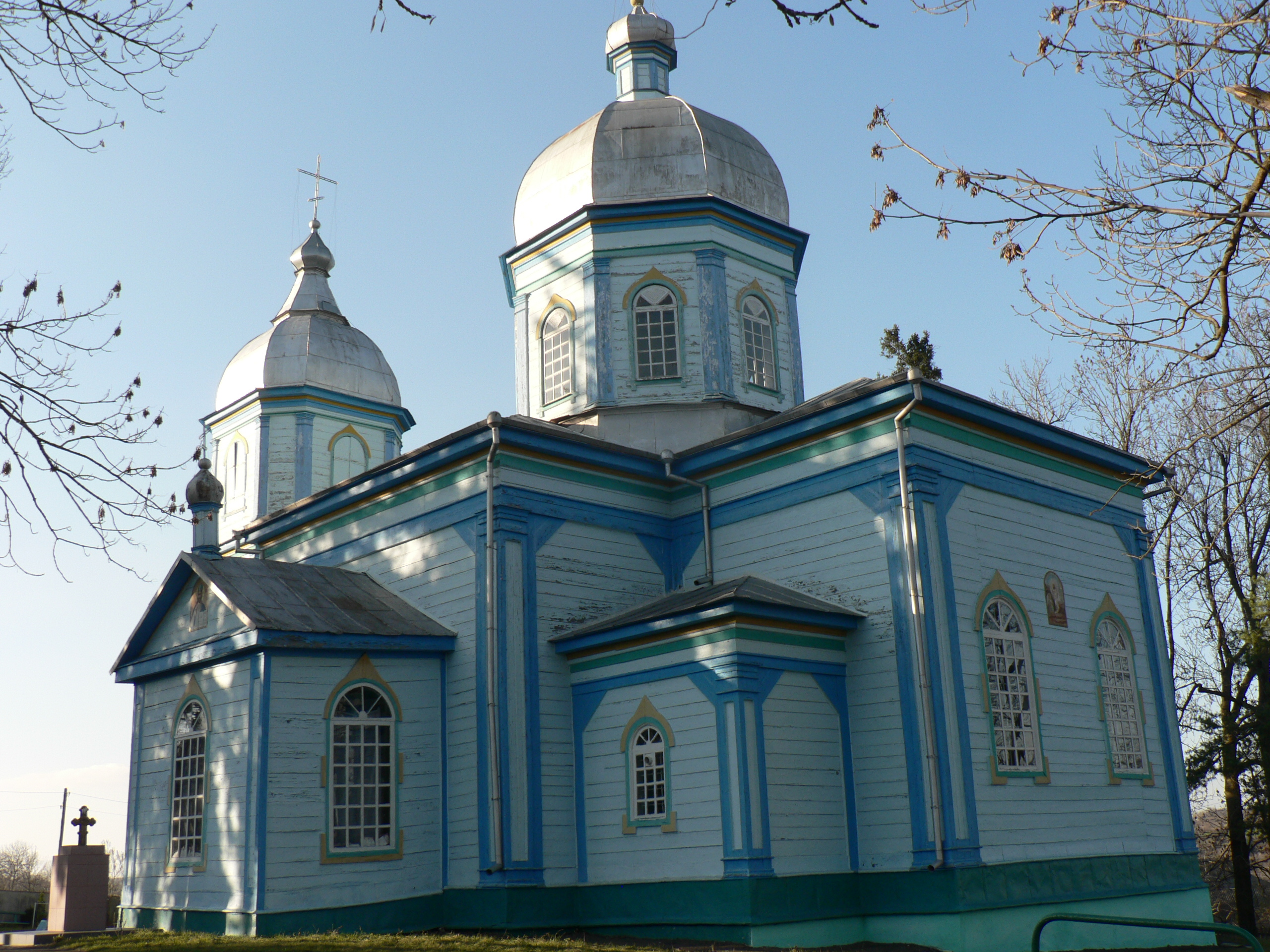

## Економіка

### Соколівський цукровий завод
У селі знаходиться Соколівський цукровий завод, збудований у 1873—1874 роках поміщиком Каролем Бжозовським, сином Зенона Бжозовського (родина Бжозовських гербу Беліна володіла Соколівкою). На заводі було 12 дифузорів на 1374 відра. У 1886—1887 роках завод переробив 135652 берковці буряків і виробив 139500 пудів піску (цукру). При цукроварні було створено метеорологічну станцію.
У 2010 році Соколівський цукровий завод виробив 16,8 тисячі тонн цукру, у 2011 — 30 тисяч тонн, у 2012 — 22 тисячі тонн. У 2012 році завод переробив 150 тисяч тонн буряків. Станом на 2012 рік завод входив до складу ТОВ «Подільські цукроварні» (Крижопіль), що входило до складу ПП «Кряж». У 2014—2015 маркетинговому році завод виробив 13,7 тисячі тонн цукру з 91,5 тисячі тонн буряків. Після цього підприємство зупинило роботу на два роки. У вересні 2017 року завод відновив сезон соковидобування. Потужність переробки на цей час становила 2 тисячі тонн буряків на добу.

### Інші підприємства
У грудні 2011 року управляюча компанія «Кряж & Кусто» ввела в експлуатацію елеватор у Соколівці з місткістю зберігання 10 тисяч тонн. У 2014 році елеватор був придбаний компанією МХП.
Станом на 2025 рік у Соколівці було зареєстровано 10 сільськогосподарських підприємств (серед них 8 фермерських господарств), 6 магазинів та 1 аптека.

## Транспорт
Автомобільні дороги загального користування місцевого значення:
- О02-09-04 Соколівка — Павлівка;
- О02-09-05 Шарапанівка — Куниче — Соколівка;
- О02-20-03 Савинці — Вільшанка — Велика Кісниця.

Станом на 2022 рік діяло автобусне сполучення Крижопіль — Жабокрич — Соколівка — Куниче.

## Соціальна сфера

### Освіта
Станом на 1901 рік у Соколівці діяли два міністерські училища: сільське, відкрите 1885 року, та училище при цукровому заводі, відкрите 1893 року. Крім того, в 1897 році було відкрито церковнопарафіяльну школу грамоти для дівчат.
Станом на 2025 рік у селі діяла Соколівська філія № 2 ліцею № 3 села Жабокрич (з денною формою навчання), де навчалося 113 учнів, та Соколівський заклад дошкільної освіти (ясла-садок) Крижопільської селищної ради, де виховувалося 30 дітей.

### Медицина
Станом на 2021 рік у Соколівці діяла амбулаторія загальної практики—сімейної медицини в складі Крижопільського центру первинної медико-санітарної допомоги.

## Населення

### Чисельність
- За даними на 1885 рік, у Соколівці було 265 дворів і 1684 жителі[12].
- За даними на 1890 рік, у Соколівці були 201 двір і 2162 жителі[13].
- За даними на 1893 рік, у Соколівці було 525 дворів і 2868 жителів[14].
- За переписом 1897 року в Соколівці було 3613 жителів[60].
- За даними на 1900 рік, у Соколівці було 3200 жителів[36].
- За даними на 1905 рік, у Соколівці було 692 двори і 3391 житель[4].
- За даними на 1925 рік, у Соколівці було 981 господарство і 3577 жителів[15].
- За даними на 1972 рік, у Соколівці було 3713 жителів[3].
- За переписом 1989 року постійне населення Соколівки становило 2489 жителів. Наявне населення становило 2570 жителів[61].
- За переписом 2001 року постійне населення Соколівки становило 2134 жителі. Наявне населення становило 2131 житель[62][63].
- За даними на 1 січня 2023 року, населення Соколівки становило 1447 жителів[64].
- За даними на 1 січня 2024 року, населення Соколівки становило 1362 жителі[65].
- За даними на 1 січня 2025 року, населення Соколівки становило 1367 жителів[66].

| Рік     | 1885 | 1890 | 1893 | 1897 | 1900 | 1905 | 1925 | 1972 | 1989 | 2001 | 2023 | 2024 | 2025 |
| ------- | ---- | ---- | ---- | ---- | ---- | ---- | ---- | ---- | ---- | ---- | ---- | ---- | ---- |
| Жителів | 1684 | 2162 | 2868 | 3613 | 3200 | 3391 | 3577 | 3713 | 2489 | 2134 | 1447 | 1362 | 1367 |
| Дворів  | 265  | 201  | 525  | —    | —    | 692  | 981  | —    | —    | —    | —    | —    | —    |

### За статтю
- За переписом 1897 року в Соколівці серед 3613 жителів було 1807 чоловіків (50,01 %) та 1806 жінок (49,99 %)[60].
- За переписом 1989 року в Соколівці серед 2489 жителів постійного населення було 1089 чоловіків (45,25 %) та 1400 жінок (56,25 %). Серед 2570 жителів наявного населення було 1163 чоловіки (45,25 %) та 1407 жінок (54,75 %)[61].
- За даними на 2024 рік, у Соколівці серед 1362 жителів були зареєстровані 521 чоловік (38,25 %), 638 жінок (46,84 %) та 202 дитини до 18 років (14,83 %)[65].
- За даними на 2025 рік, у Соколівці серед 1367 жителів були зареєстровані 520 чоловіків (38,04 %), 635 жінок (46,45 %) та 212 дітей до 18 років (15,5 %)[67].

### За мовою
- За переписом 2001 року в Соколівці серед 2134 жителів постійного населення 2090 людей (97,94 %) вказали рідною мовою українську, 28 людей (1,31 %) — російську, 12 людей (0,56 %) — молдавську, 3 людини (0,14 %) — білоруську, 1 людина (0,04 %) — іншу мову[62][68].

| Мова       | Кількість | Відсоток |
| ---------- | --------- | -------- |
| українська | 2090      | 97,94 %  |
| російська  | 28        | 1,31 %   |
| молдавська | 12        | 0,56 %   |
| білоруська | 3         | 0,14 %   |
| Інша       | 1         | 0,04 %   |
| Усього     | 2134      | 100 %    |

### За релігією
- За переписом 1897 року в Соколівці серед 3613 жителів було 3464 православних (95,88 %)[60].
- За даними на 1901 рік, у Соколівці було близько 3259 православних парафіян, чотири єврейські родини та семеро римо-католиків (поміщик і службовці заводу)[5].

## Пам'ятки

### Пам'ятки архітектури
- Садиба Бжозовських XIX століття, у тому числі: палац, вежа в'їзна з огорожею та господарським корпусом, 2 флігелі, 2 господарських корпуси, огорожа кам'яна з воротами, ротонда, парк — 9 пам'яток архітектури місцевого значення[45].
- Церква Різдва Богородиці (дерев'яна) 1873 року — пам'ятка архітектури місцевого значення[45].

### Пам'ятки історії
- Пам'ятка «Братська могила 25 воїнів Радянської Армії і партизан, загиблих при звільненні села» — відкрито в 1953 році, пам'ятка історії місцевого значення[42].
- Пам'ятка «Пам'ятник 435 воїнам — односельчанам, загиблим на фронтах ВВВ» — відкрито в 1980 році, пам'ятка історії місцевого значення[42].
- Пам'ятка «Пам'ятний знак жертвам голодомору» — відкрито в 1993 році, пам'ятка історії місцевого значення[42].

Пам'ятки історії
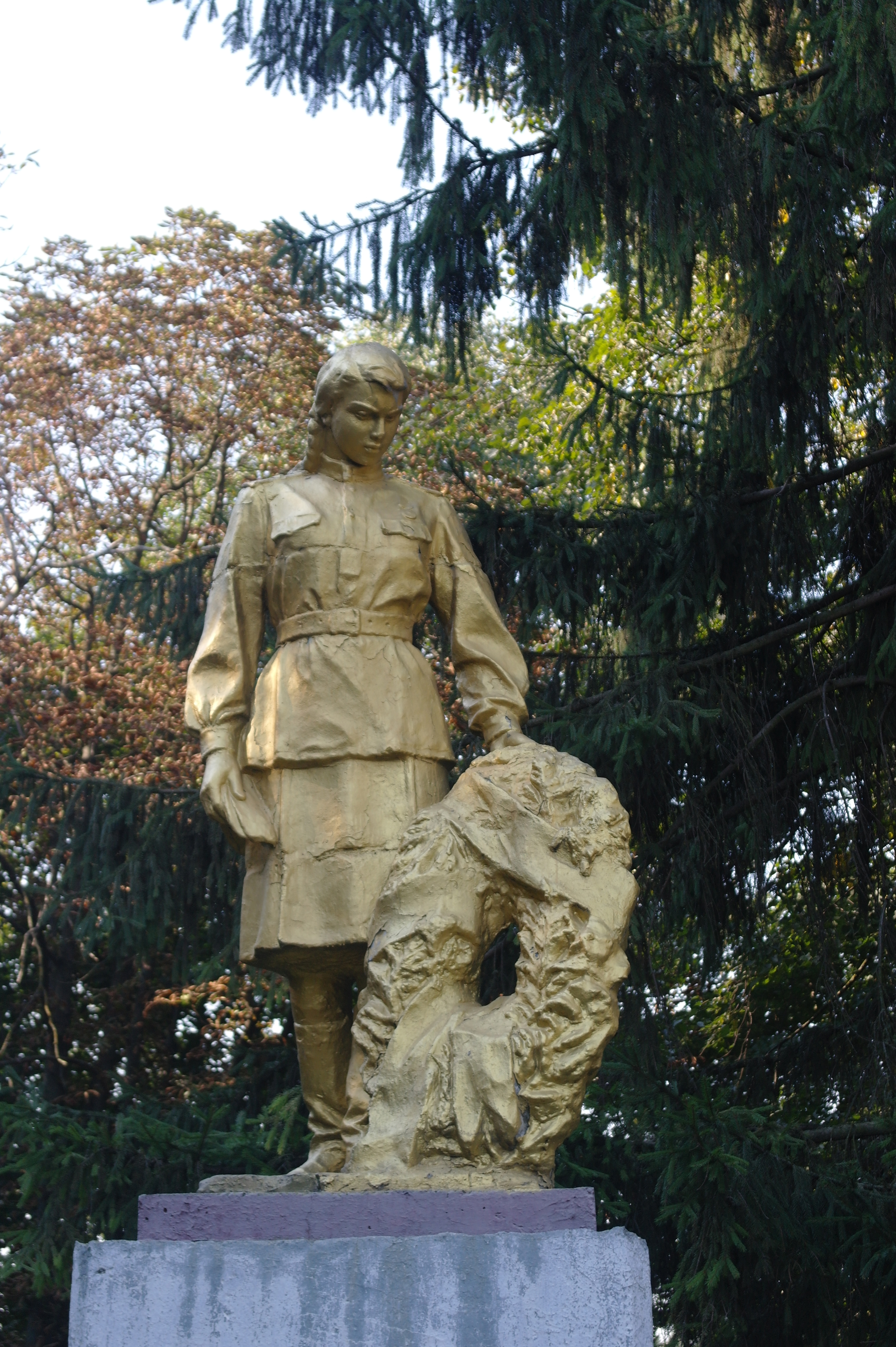
Пам'ятка «Братська могила 25 воїнів Радянської Армії і партизан, загиблих при звільненні села» (1953)
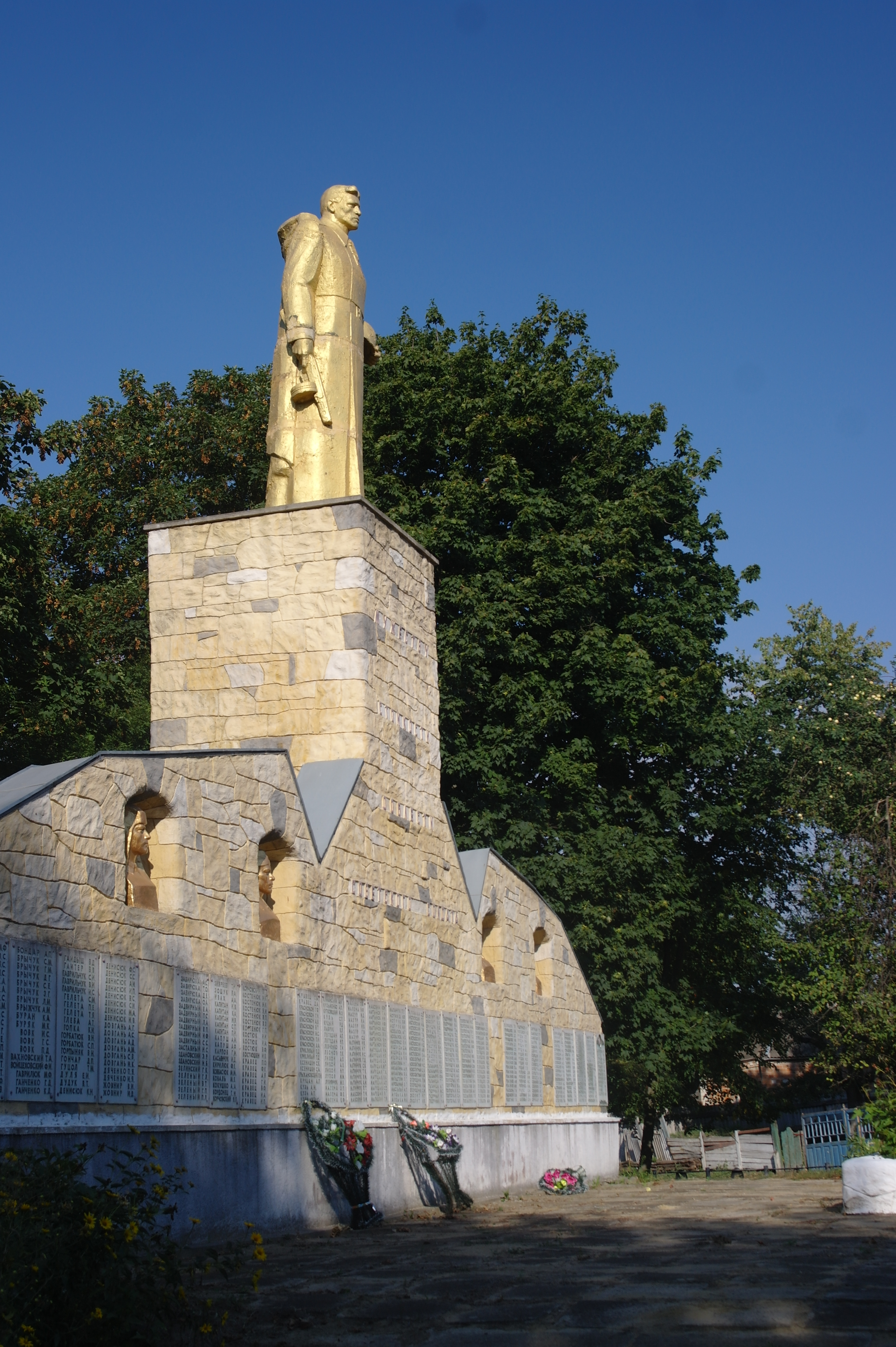
Пам'ятка «Пам'ятник 435 воїнам — односельчанам, загиблим на фронтах ВВВ» (1980)
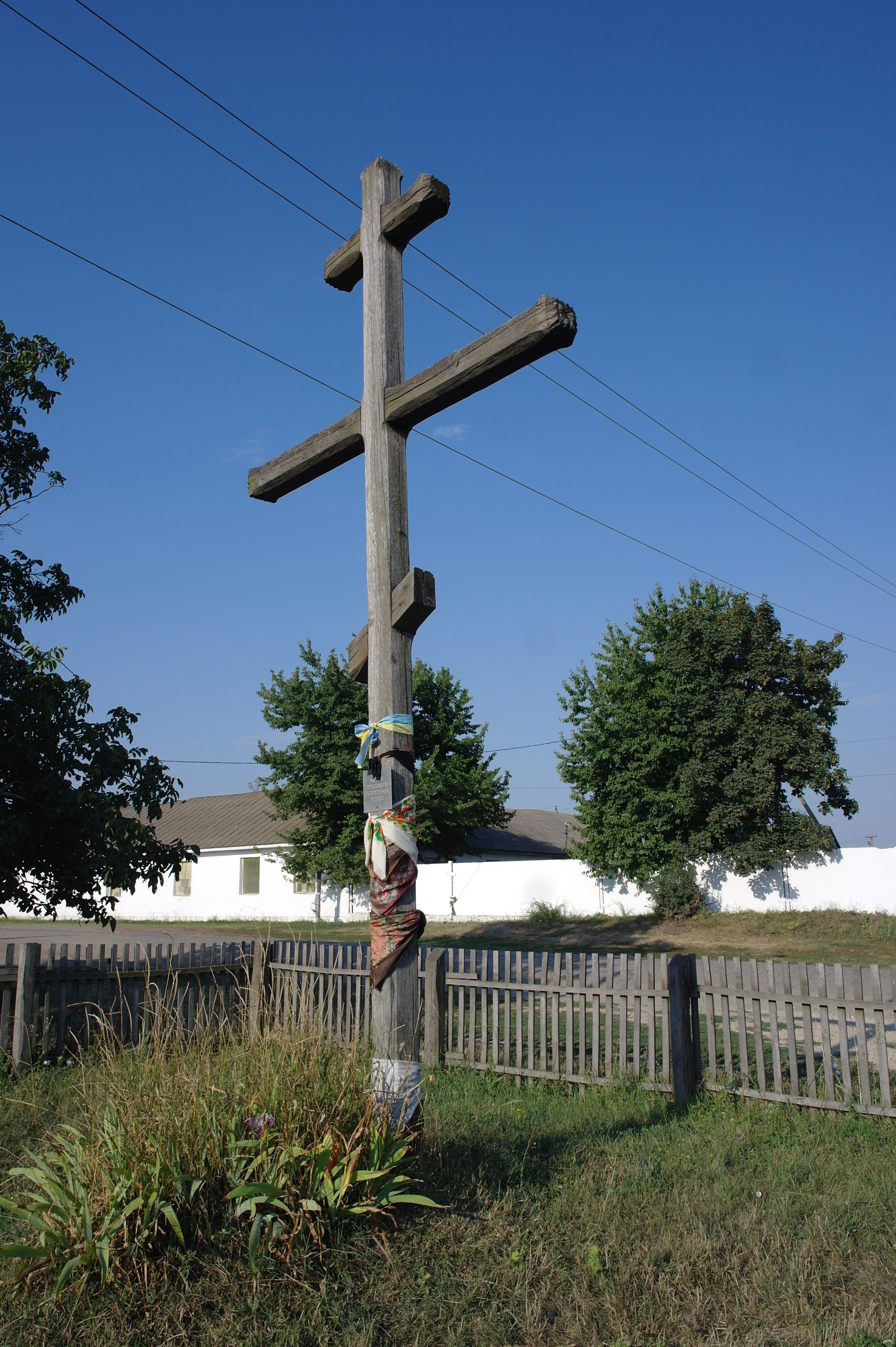
Пам'ятка «Пам'ятний знак жертвам голодомору» (1993)

### Інші пам'ятки
- Пам'ятний знак та курган на честь козака Сокола — встановлено у 2024 році за селом у районі старовинного кладовища на честь козака, який, за переказами, боронив ці землі та був похований поблизу[6].
- Алея пам'яті на честь загиблих захисників України — відкрито у 2025 році[69].

## Відомі люди

### Народились
- Зенон Бжозовський (1806—1887) — польський зем'янин[70].
- Нікітін Федір Денисович — командир полку Дієвої Армії УНР (1918—1919).
- Тронько Оксентій Іванович (1890—1921) — фельдшер Армії УНР. Розстріляний у 1921 році у містечку Базар.
- Юліуш Лукасевич (1892—1951) — польський дипломат, посол Польщі в СРСР (1934—1936) та у Франції (1936—1939).
- М'ястківський Андрій Пилипович (1924—2003) — український радянський поет, прозаїк.

### Жили
- Калабалін Семен Опанасович (1903—1972) — педагог, завідувач навчальної частини Соколівського спеціального дитбудинку (1938—1939)[71].
- Бондаренко Павло Ілліч (1938—2021) — головний агроном і голова колгоспу в Соколівці (1960-ті—1970-ті)[72].

### Військовослужбовці, які загинули під час російсько-української війни
- Фасуляк Роман Миколайович (1990—2022) — старшина, командир взводу забезпечення артилерійського дивізіону 56-ї бригади. Житель Соколівки. Загинув 23 серпня 2022 року під час виконання бойового завдання біля селища Піски Донецької області[73][74].
- Борсук Василь Антонович (1964—2022) — старший лейтенант, офіцер управління, 10 ОМПБ. Житель Соколівки. Загинув 4 вересня 2022 року під час виконання бойового завдання біля села Новогригорівка Миколаївського району Миколаївської області внаслідок артилерійського обстрілу. Нагороджений орденом Богдана Хмельницького III ступеня (посмертно)[73][75].
- Бондар Ярослав Сергійович (1991—2022) — майстер-сержант, офіцер (кулеметник) бронегрупи групи спеціального призначення (бойового та матеріально-технічного забезпечення) окремого загону спеціального призначення (Омега) Південного Одеського територіального управління Національної гвардії України. Житель Соколівки. Загинув 10 (11) листопада 2022 року під час виконання бойового завдання поблизу села Стельмахівка Сватівського району Луганської області внаслідок артилерійського обстрілу[73][76].
- Носач Андрій Віталійович (1986—2023) — старший солдат, стрілець-снайпер 1-го мотопіхотного відділення 1-го мотопіхотного взводу 2-ї мотопіхотної роти 59-ї бригади. Житель Соколівки, родом з Первомайська Миколаївської області. Загинув 2 квітня 2023 року під час виконання бойового завдання поблизу населеного пункту Первомайське Донецької області внаслідок штурмових дій противника. Нагороджений орденом «За мужність» III ступеня (посмертно)[73][77].
- Подлєсний Роман Степанович (1980—2023) — солдат, робітник підсобного інженерного відділення інженерного взводу інженерної роти 47-ї окремої механізованої бригади. Родом з Мирнограда Покровського району Донецької області, куди переїхали з Соколівки його батьки. У боях отримав дві важкі контузії. Помер 13 травня 2023 року під час виконання бойового завдання біля міста Авдіївка Покровського району Донецької області внаслідок хвороби[73][78].
- Продиус Дмитро Олегович (2001—2024) — старший солдат, снайпер (другої категорії) 3-го відділення 1-го взводу спеціального призначення 2-ї роти спеціального призначення (на бронетранспортерах) 6-го батальйону спеціального призначення 12 БрОП «Азов». Народився в Соколівці. Загинув 26 вересня 2024 року під час виконання бойового завдання в районі міста Торецьк Бахмутського району Донецької області внаслідок кульового поранення[73][79].